# Antimachus

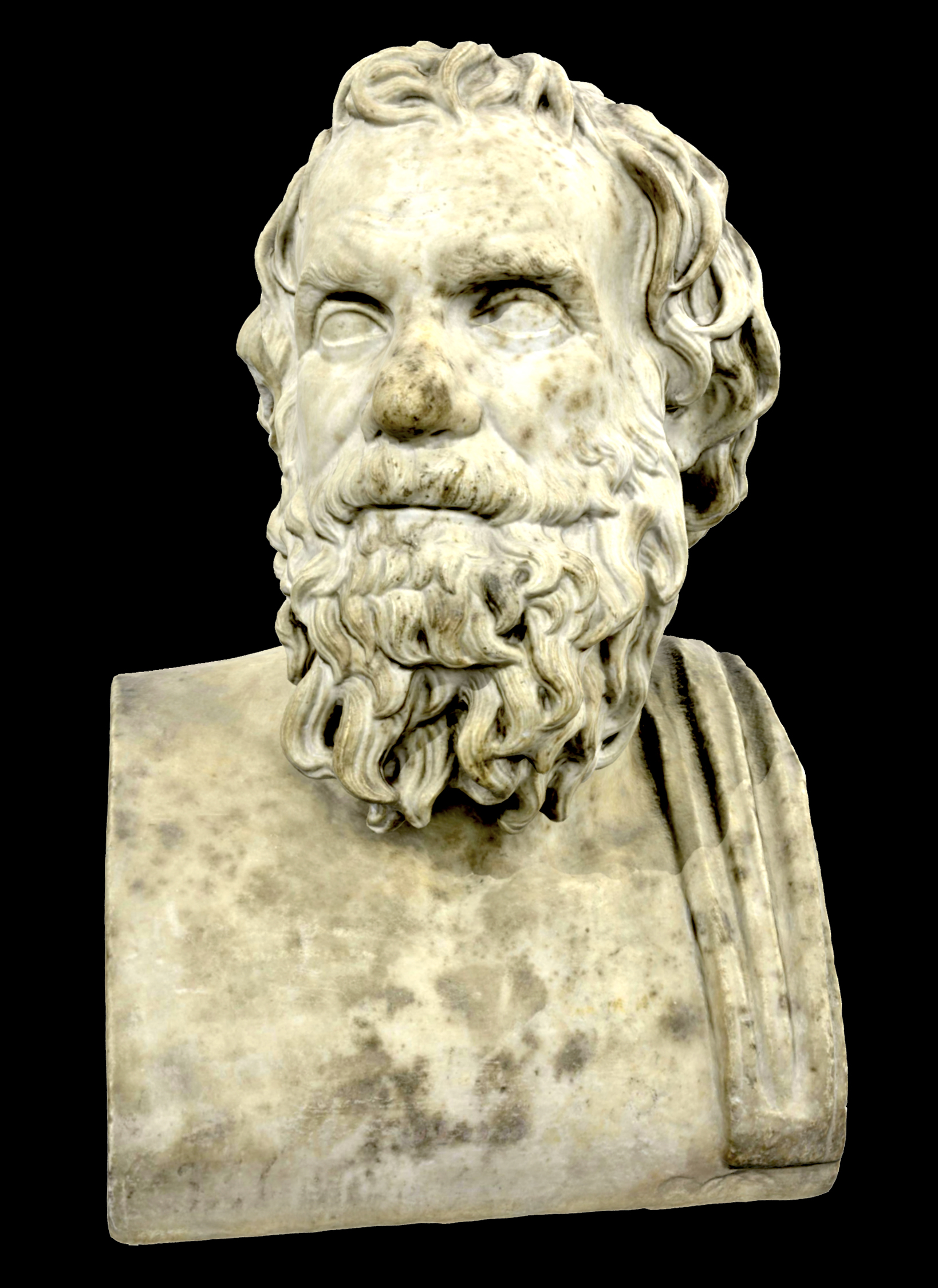
Antimachus van Colofon

Antimachus, van Colofon of Claros, was een Grieks dichter en grammaticus die omstreeks 400 voor Christus leefde. 
Er is nauwelijks iets bekend over zijn leven. Zijn poëtische inspanningen werden over het algemeen niet erg gewaardeerd, ook al kreeg hij aanmoediging van zijn jongere tijdgenoot Plato (Plutarchus, Lysander, 18). Zijn belangrijkste werken waren: een langdradig epos met de titel Thebais, een verslag van de expeditie van de Zeven tegen Thebe en van de oorlog van de Epigoni, en een elegie, getiteld Lyde, genoemd naar de minnares van de dichter. Na haar dood probeerde hij troost te vinden door in de mythologie ijverig op zoek te gaan naar verhalen over ongelukkige liefdesrelaties (Plutarchus, Consol ad Apoll 9;... Athenaeus xiii 597). Antimachus was de grondlegger van de 'geleerde' epische poëzie, en de voorloper van de Alexandrijnse school. Zijn critici plaatsten hem op een tweede plaats achter Homerus. Antimachus werkte ook aan een kritische lezing van de Homerische gedichten.
- Bibsys: 95005680
- Biblioteca Nacional de España: XX1598134
- Bibliothèque nationale de France: cb12360094c (data)
- Catàleg d'autoritats de noms i títols de Catalunya: 981058615676906706
- CiNii: DA10356129
- Gemeinsame Normdatei: 119169649
- International Standard Name Identifier: 0000 0004 5302 2211
- Library of Congress Control Number: n87829370
- Nationale Bibliotheek van Tsjechië: mub20211123270
- Nationale Bibliotheek van Israël: 987007257884105171
- Nederlandse Thesaurus van Auteursnamen: 069753474
- Réseau des bibliothèques de Suisse occidentale: 02-A012354719
- Istituto Centrale per il Catalogo Unico: SBLV286553
- LIBRIS: 36185
- Système universitaire de documentation: 032602561
- Virtual International Authority File: 15573814